# 山宮隆
山宮 隆（やまみや たかし、1972年〈昭和47年〉 - ）は日本の芸術家、プログラマ。静岡県出身。

## 略歴・人物
大阪府立三島高等学校卒業後、京都市立芸術大学卒業、1998年（平成10年）京都市立芸術大学大学院修了。
大学在学中より、芸術家としてキリンコンテンポラリーアワードや、大阪市の咲くやこの花賞を受賞している。しかし、母校の京都市立芸術大学の非常勤講師の職を1998年に辞し、作品制作も休止。現在は物理シミュレータ ODECo 等を開発するなど、プログラマとして活躍している。
2019年（令和元年）8月に東京ビッグサイトで開催の「Maker Faire Tokyo 2019」（メイカーズムーブメント）では、「からくり計算器」という名称で、木で論理回路を再現する作品を出展している